# كروباني
كروباني (بالإنجليزية: Cropani)‏ هي بلدية تقع في مقاطعة قطنصار في منطقة قلورية في إيطاليا، تقع على بعد 10 كيلومتر (6.2 ميل) من البحر و13 كيلومتر (8.1 ميل) من سيلا. وتحتوي البلدية على جزئين من الأراضي أحدهما يدعى كروباني مارينا والجزء الأخر يدعى كوتوريلا.

## التاريخ
كلمة "كروباني" مشتقة من اليونانية "كروبوس"، والتي تعني حرفيا "السماد"، بمعنى "الأرض الغنية والخصبة"، وأن المستوطنات الأولى نشأت بعد هجرة سكان مدينتين دمرتا أو اختفتا: إيرابوليس، بالقرب من نهر كروكيو، وأتينابوليس الواقعة بالقرب من نهر سيميري. ولكن لا توجد مصادر تشير الى ذلك ولكن تتفق بعضها مع المصدر البيزنطي، خلال القرن السادس، عندما جاء الرهبان البازيليون واختاروا هذا المكان لأنه كان استراتيجيا للدفاع ضد الهجمات الأجنبية، وكانت المدينة موجودة بالفعل حوالي القرن التاسع عشر، حيث قال المؤرخ البوغاني في القرن السابع عشر جيوفاني فيوري إنه في عام 831 وصل بعض التجار البندقية بالقرب من كروباني، عائدين من الإسكندرية في مصر حيث أخذوا رفات القديس مرقس الإنجيلي.